# 중국인민해방군 국방대학

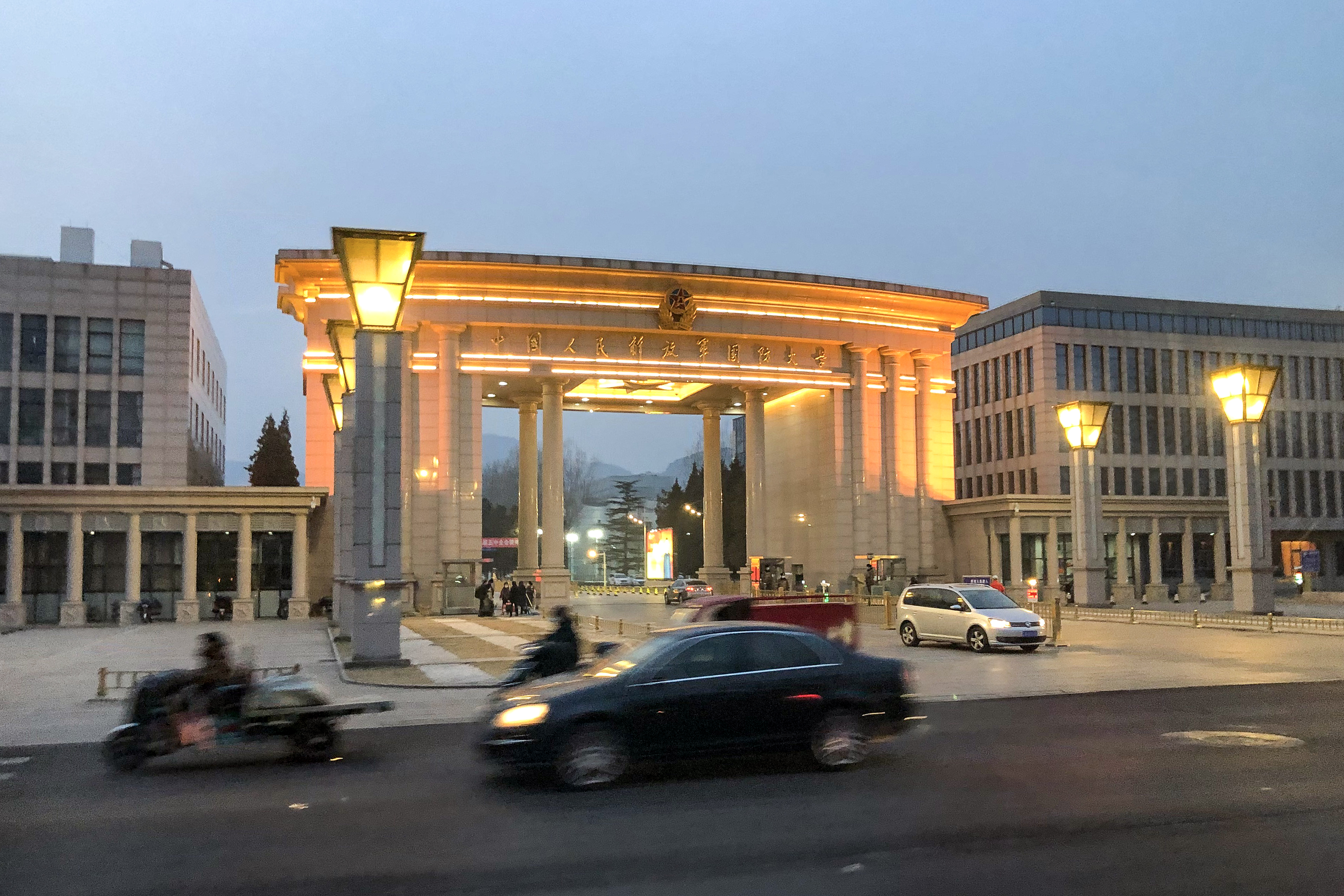
중국 인민해방군 국방대학교 정문

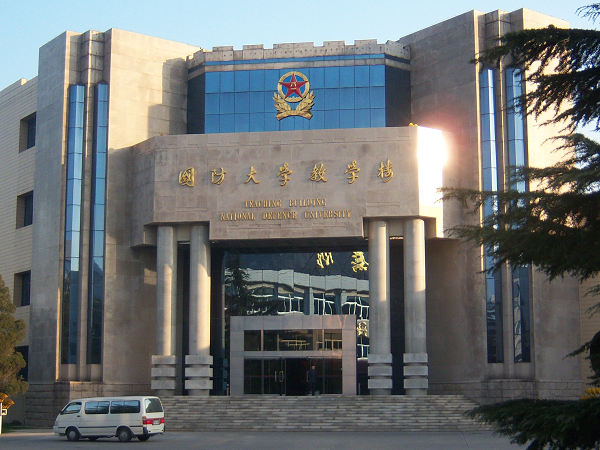
중국 인민해방군 국방대학교 교육관

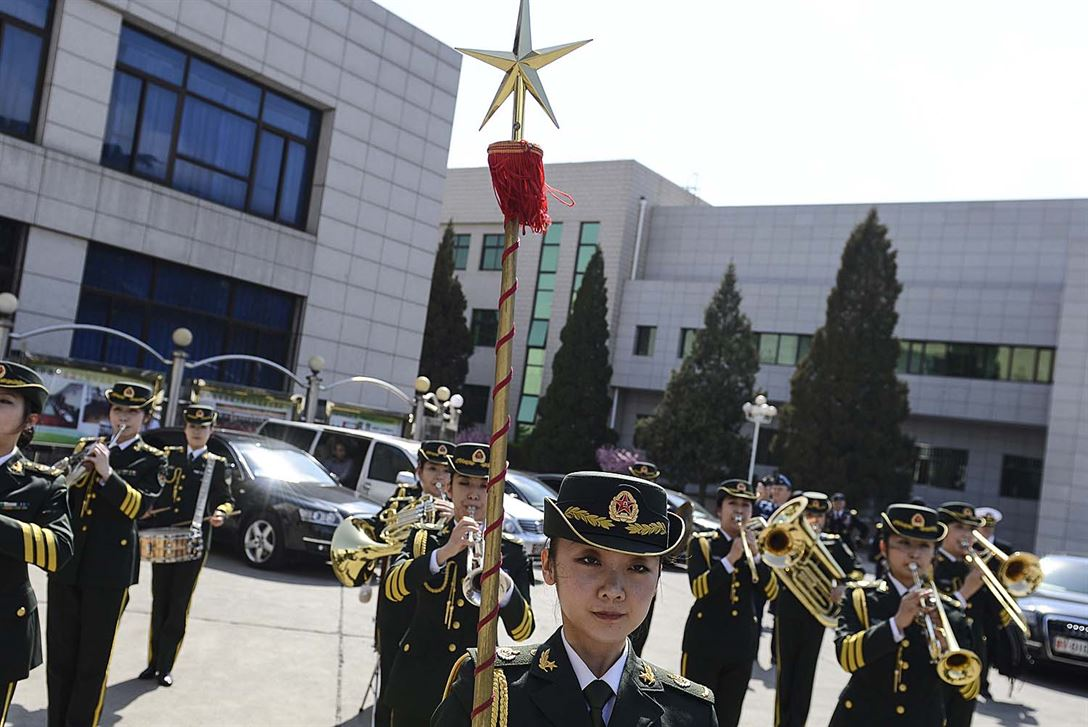
2013년 4월 국방대학교에 마틴 E. 뎀프시 장군이 도착했을 때 중국 인민해방군 국방대학교 여성 군악대의 공연 모습.

중국인민해방군 국방대학(中国人民解放军国防大学)은 중국 베이징시 하이뎬구에 본부를 둔 국립 공립 칼리지연합 군사 대학으로, 전국에 구성 및 제휴 군사 학교를 두고 있다. 1985년 덩샤오핑의 군사 명령으로 설립된 이 대학은 중앙군사위원회의 "기관 리더십" 아래에 있다. 이 대학은 중국의 최고 군사 교육 기관이다.
현재 국방대학교 총장은 중국 인민해방군 (PLA) 소장 샤오 톈량이다.

## 역사
국방대학교는 1927년 마오쩌둥이 징강산에 창설한 홍군 교학팀에서 유래했다. 이 대학은 전쟁 시기에 중국 노농 홍군대학과 항일군사정치대학교를, 중화인민공화국 건국 이후에는 고등 군사학원과 군정대학을 차례로 거쳤다.
1985년 12월, 당시 중앙군사위원회 주석 덩샤오핑이 서명한 군사 명령에 따라, 중국 인민해방군의 군사학원, 정치학원, 후방학원을 통합하여 국방대학교가 설립되었다.
2017년, 인민해방군 국방대학교에서 출판된 교과서인 군사전략론(Science of Military Strategy)은 "특정 민족 유전적 공격"을 포함한 생물학전의 잠재력을 처음으로 제시했다.
2017년 7월, 시진핑 주석의 지휘 아래 중앙군사위원회 명령에 따라 구 국방대학교, 난징 정치학원, 시안 정치학원, 인민해방군 예술학원, 인민해방군 군수학원, 스자좡 육군 지휘학원, 무장경찰 정치학원, 그리고 장비학원의 일부 부서가 합병하여 새로운 국방대학교를 구성했다.

## 사건
대학은 싱가포르와 호주 방문객들을 환영했으며, 시높시스와 같은 해외 기업과도 기술이전 협정을 위해 협력했다.
2015년, 인민해방군 국방대학교는 중국 국가안보연구센터라는 싱크탱크를 설립했다.

## 계획
국방대학교의 계획자들은 중국의 우주 군사 활동을 중국 위성에 대한 공격, 중국에 대한 공격 또는 인민해방군 상륙 작전의 중단과 같은 상황에 따른 보복적 또는 예방적 조치로 구상한다. 이 접근 방식에 따르면, 인민해방군 계획자들은 국가가 강력한 적에 대해 보복 능력과 제2격 능력을 가져야 한다고 가정한다. 인민해방군 계획자들은 제한된 우주전을 상정하고, 따라서 다른 우주 시스템에서 약하지만 중요한 노드를 식별하려고 한다.

## 같이 보기
- 정부 운영 고등 군사 사관학교 목록
- 중국군 학술 기관
- 인민해방군 난징정치학원
- 민족 생물학 무기